# Un drame dans les airs
Un drame dans les airs és un curtmetratge mut francès de 1904 dirigit per Gaston Velle i distribuït a França per Pathé Frères. Està basat lliurement en la novel·la homònima de Jules Verne.

## Argument
Un globus de gas amb dos passatgers s'alça davant d'una gran multitud de persones. Un primer pla de la cistella del globus mostra als aeronautes saludant i observant a través d'un telescopi la ciutat de París, alguns vaixells i una costa rocosa. De sobte esclata una tempesta, un llamp incendia el globus que cau al mar. Els passatgers aferrats a la cistella són rescatats per un home en una barca de rem.

## Distribució
Un drame dans les airs va ser distribuïda per Pathé Frères el 1904 a França, Itàlia i, sota el títol Drama in the Air als Estats Units, on també va ser distribuïda per la Kleine Optical Company, l'Edison Manufacturing Company i la Lubin Manufacturing Company. La pel·lícula també es va distribuir al Regne Unit amb el títol Tragedy in Mid-Air.

## Anàlisi
El programa de l'estrena de la pel·lícula a Verdun el 27 d'agost de 1904 indicava de la següent manera els títols de les 8 escenes 1. Llastar el globus. 2. La Sortida. 3. A l'aire. 4. El que es veu des de la cistella. 5. Tempesta terrible. 6. Els llamps encenen el gas del globus. 7. Caiguda terrible dels aeronautes a mar obert. 8. El rescat.

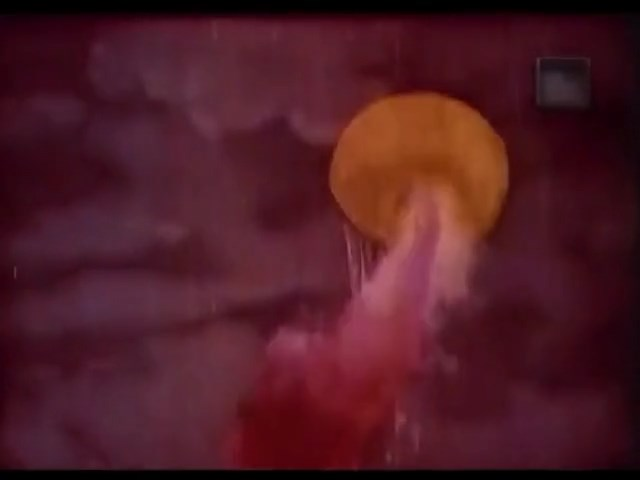
El globus colpejat per un llamp

Les escenes 1 i 2 es van rodar in situ i van mostrar la preparació i el vol reals d'un globus de gas. Les escenes 3 i 4 van alternar una presa d'estudi de la cistella del globus davant d'un teló de fons pintat que representa núvols amb dos homes a bord mirant a través d'un telescopi, i fotografies d'iris que mostraven el que els aeronautes estaven mirant: una imatge panoràmica d'una ciutat vista des d'un punt alt, un pla fet des d'un vaixell que mostra altres vaixells al mar i un pla d'una costa rocosa. L'escena 5 consisteix en una presa d'estudi d'un model de globus davant d'un fons panoràmic de núvols amb efectes afegits que representen la pluja i els llamps. A partir de l'1:52, quan el llamp colpeja el globus, la pel·lícula es pinta a mà amb el procés de plantilla Pathécolor per mostrar que el globus s'encén i explota abans de caure. Les escenes 6 i 7 consisteixen en un pla filmat in situ sobre un cos d'aigua i tenyit de blau.